# Разубоживание
Разубо́живание — потеря качества полезного ископаемого, происходящая от снижения содержания полезного компонента или полезной составляющей при его добыче по сравнению с содержанием их в балансовых запасах.
Разубоживание выражается в снижении содержания полезного компонента или полезной составляющей в добытой горной массе в сравнении с их содержанием в массиве вследствие добавления к ней пустых пород или некондиционного полезного ископаемого, а также потерь части полезного компонента или полезной составляющей при добыче, транспортировании или переработке (например, в виде потерь обогащённой раздробленной массы, при выщелачивании полезного компонента и т. д.).
Разубоживание характеризуется коэффициентом разубоживания (коэффициентом потерь качества) {\displaystyle p}, который равен разнице между содержанием полезного компонента в погашенных балансовых запасах ({\displaystyle c}) и в добытом полезном ископаемом ({\displaystyle a}), отнесённой к содержанию полезного компонента в погашенных балансовых запасах ({\displaystyle c}):
{\displaystyle p={\frac {c-a}{c}}.}
Этот коэффициент при разработке рудных месторождений в благоприятных горно-геологических условиях составляет до 10 %, при сложном залегании достигает 35—40 %.
В отдельных случаях может производиться намеренное разубоживание обогащённого материала, например, в целях обхода экспортных ограничений (см. ВОУ-НОУ).